# David Konstan
David Konstan (1 de novembro de 1940 - 2 de maio de 2024) foi um classicista e acadêmico americano, conhecido por seu trabalho sobre noções de emoção e beleza no mundo antigo. Professor de Clássicos na NYU, ele passou três décadas ensinando na Brown University, onde foi Professor Emérito Distinto John Rowe Workman de Clássicos e Professor Emérito de Literatura Comparada.
Konstan recebeu seus graus de bacharelado, mestrado e doutorado todos da Universidade de Columbia.
Konstan morreu em 2 de maio de 2024, aos 83 anos